# Јоксимовић (окно)
Окно Јоксимовић је излазно окно у оквиру „Сењског рудника“ - рударског насеље у Србији у општини Деспотовац у Поморавском округу. Удаљен је 20 km од Деспотовца и Ћуприје. У Сењском Руднику налази се истоимени рудник, најстарији активни рудник мрког угља у Србији. 

## Окно „Јоксимовић“
У књизи „Историја српског рударства“ Слободана Вујића помиње се излазно окно „Јоксимовић“ којим се „Сењски рудник“ проширио.
У хронолошком прегледу „Рудничанин“ под насловом „Хронологија једног времена 1“ је призаказна хронологија догађају у жвиоту Сењског рудника. Под бројем 23 – година 1897. се каже:
| „ | Продужава се поткоп Александар и Раваница и почиње израда окна „Јоксимовић“, а у Ћуприје је, ради лакше продаје ситног угља, саграђена брикетница. | ” |

Под бројем 24 – година 1898. записано је:
| „ | Постављена је и почела са радом дрвено извозно окно (торањ) „Јоксимовић“ | ” |